# Bürgermeisterwahlen in Sachsen 2004
Bürgermeisterwahlen fanden 2004 in Sachsen in 18 sächsischen Städten und Gemeinden statt. Dabei wurden zwei Bürgermeister im Amt bestätigt und einer abgewählt. Die Spalte „vorherige Wahl“ ist unvollständig, weil Bürgermeisterwahlen vor 2001 seitens des Statistischen Landesamtes des Freistaates Sachsen nicht vollständig aufgeführt werden.

## Wahlstatistik
| Vorschlag  | Anzahl |                    | Bürgermeister | Anzahl |
| CDU        | 5      | - wiedergewählt    | 2             |        |
| SPD        | 1      | - abgewählt        | 1             |        |
| PDS        | 1      | - nicht kandidiert | 15            |        |
| FDP        | 1      |                    |               |        |
| WV, EB, EV | 10     |                    |               |        |
| gesamt     | 18     |                    |               |        |

WV = Wählervereinigungen
EB = Einzelbewerber

## Wahlergebnisse

### Landkreis Aue-Schwarzenberg
Im Landkreis Aue-Schwarzenberg fand nur in einer Gemeinde eine Wahl statt. Eine Neuwahl war nicht nötig. Das entscheidende Wahlergebnis ist markiert.
Gewählte Bewerber:
- Einzelbewerber/Bürgerinitiativen: 1
- Amtsinhaber wiedergewählt: 0
- Amtsinhaber abgewählt: 0
- Amtsinhaber nicht angetreten: 1

Namen von Amtsinhabern sind fett dargestellt.
| Wahltermin    | Gemeinde | Bewerber              | Vorschlag | Ergebnis (in %) | vorherige | nächste              |
| ------------- | -------- | --------------------- | --------- | --------------- | --------- | -------------------- |
| 19. September | Schlema  | Jens Müller           | FWV       | 60,6            | ← 2001    | 2011 (Bad Schlema) → |
| 19. September | Schlema  | Frank-Michael Horbach | SPD       | 39,4            | ← 2001    | 2011 (Bad Schlema) → |

### Landkreis Döbeln
Im Landkreis Döbeln fand nur in einer Gemeinde eine Wahl statt. Eine Neuwahl war nicht nötig. Das entscheidende Wahlergebnis ist markiert.
Gewählte Bewerber:
- Einzelbewerber/Bürgerinitiativen: 1
- Amtsinhaber wiedergewählt: 1
- Amtsinhaber abgewählt: 0
- Amtsinhaber nicht angetreten: 0

Namen von Amtsinhabern sind fett dargestellt.
| Wahltermin | Gemeinde           | Bewerber       | Vorschlag | Ergebnis (in %) | vorherige | nächste |
| ---------- | ------------------ | -------------- | --------- | --------------- | --------- | ------- |
| 1. Februar | Ziegra-Knobelsdorf | Helga Busch    | Busch     | 82,8            | vor 2001  | 2011 →  |
| 1. Februar | Ziegra-Knobelsdorf | Jürgen Schmiel | Schmiel   | 17,2            | vor 2001  | 2011 →  |

### Landkreis Freiberg
Im Landkreis Freiberg fand nur in einer Gemeinde eine Wahl statt. Eine Neuwahl war nicht nötig. Das entscheidende Wahlergebnis ist markiert.
Gewählte Bewerber:
- FDP: 1
- Amtsinhaber wiedergewählt: 0
- Amtsinhaber abgewählt: 0
- Amtsinhaber nicht angetreten: 1

Namen von Amtsinhabern sind fett dargestellt.
| Wahltermin | Gemeinde    | Bewerber          | Vorschlag | Ergebnis (in %) | vorherige | nächste |
| ---------- | ----------- | ----------------- | --------- | --------------- | --------- | ------- |
| 13. Juni   | Großschirma | Margot Schleicher | CDU       | 18,6            | ← 2001    | 2011 →  |
| 13. Juni   | Großschirma | Wolfram Rohr      | SPD       | 6,7             | ← 2001    | 2011 →  |
| 13. Juni   | Großschirma | Volkmar Schreiter | FDP       | 55,5            | ← 2001    | 2011 →  |
| 13. Juni   | Großschirma | Gunter Mohn       | Unab. BV  | 19,2            | ← 2001    | 2011 →  |

### Landkreis Kamenz
Im Landkreis Kamenz fanden zwei Wahlen statt. In einer Gemeinde war eine Neuwahl nötig. Das entscheidende Wahlergebnis ist markiert.
Gewählte Bewerber:
- Einzelbewerber/Bürgerinitiativen: 2
- Amtsinhaber wiedergewählt: 0
- Amtsinhaber abgewählt: 0
- Amtsinhaber nicht angetreten: 2

Namen von Amtsinhabern sind fett dargestellt.
| Wahl          | Wahl           | Wahl                          | Wahl                          | Wahl            | Neuwahl    | Neuwahl         | vorherige | nächste                      |
| Wahltermin    | Gemeinde       | Bewerber                      | Vorschlag                     | Ergebnis (in %) | Wahltermin | Ergebnis (in %) | vorherige | nächste                      |
| ------------- | -------------- | ----------------------------- | ----------------------------- | --------------- | ---------- | --------------- | --------- | ---------------------------- |
| 19. September | Kamenz Kamjenc | Elvira Schirack               | CDU                           | 27,5            | 3. Oktober | 36,2            | ← 2001    | 2011 →                       |
| 19. September | Kamenz Kamjenc | Norbert Adler                 | Adler                         | 20,2            | 3. Oktober | 15,7            | ← 2001    | 2011 →                       |
| 19. September | Kamenz Kamjenc | Roland Dantz                  | Dantz                         | 27,2            | 3. Oktober | 48,1            | ← 2001    | 2011 →                       |
| 19. September | Kamenz Kamjenc | Harald Märkt                  | Märkt                         | 25,1            | 3. Oktober | n. k.           | ← 2001    | 2011 →                       |
| 19. September | Wiednitz       | Gottfried Jurisch             | Jurisch                       | 81,6            |            |                 | ← 2001    | Auflösung 2005 (Bernsdorf) → |
| 19. September | Wiednitz       | Einzelvorschlag Horst Schulze | Einzelvorschlag Horst Schulze | 11,8            |            |                 | ← 2001    | Auflösung 2005 (Bernsdorf) → |
| 19. September | Wiednitz       | weitere Einzelvorschläge      |                               | 6,6             |            |                 | ← 2001    | Auflösung 2005 (Bernsdorf) → |

### Landkreis Löbau-Zittau
Im Landkreis Löbau-Zittau fand eine Wahl statt. Eine Neuwahl war nicht nötig. Das entscheidende Wahlergebnis ist markiert.
Gewählte Bewerber:
- PDS: 1
- Amtsinhaber wiedergewählt: 1
- Amtsinhaber abgewählt: 0
- Amtsinhaber nicht angetreten: 0

Namen von Amtsinhabern sind fett dargestellt.
| Wahltermin | Gemeinde | Bewerber         | Vorschlag        | Ergebnis (in %) | vorherige | nächste |
| ---------- | -------- | ---------------- | ---------------- | --------------- | --------- | ------- |
| 9. Mai     | Oybin    | Hans-Jürgen Goth | PDS              | 95,1            | vor 2001  | 2011 →  |
| 9. Mai     | Oybin    | Einzelvorschläge | Einzelvorschläge | 4,9             | vor 2001  | 2011 →  |

### Landkreis Meißen
Im Landkreis Meißen fanden zwei Wahlen statt. Eine Neuwahl war nicht nötig. Das entscheidende Wahlergebnis ist markiert.
Gewählte Bewerber:
- CDU: 1
- Einzelbewerber/Bürgerinitiativen: 1
- Amtsinhaber wiedergewählt: 0
- Amtsinhaber abgewählt: 0
- Amtsinhaber nicht angetreten: 2

Namen von Amtsinhabern sind fett dargestellt.
| Wahltermin    | Gemeinde     | Bewerber         | Vorschlag        | Ergebnis (in %) | vorherige | nächste |
| ------------- | ------------ | ---------------- | ---------------- | --------------- | --------- | ------- |
| 25. Januar    | Triebischtal | Dieter Schneider | CDU              | 97,9            | ← 2001    | 2011 →  |
| 25. Januar    | Triebischtal | Einzelvorschläge | Einzelvorschläge | 2,1             | ← 2001    | 2011 →  |
| 19. September | Meißen       | Mirko Schmidt    | NPD              | 12,0            | ← 2001    | 2011 →  |
| 19. September | Meißen       | Hartmut Gruner   | Gruner           | 37,0            | ← 2001    | 2011 →  |
| 19. September | Meißen       | Olaf Raschke     | Raschke          | 51,0            | ← 2001    | 2011 →  |

### Mittlerer Erzgebirgskreis
Im Mittleren Erzgebirgskreis fand eine Wahl statt. Eine Neuwahl war nicht nötig. Das entscheidende Wahlergebnis ist markiert.
Gewählte Bewerber:
- Einzelbewerber/Bürgerinitiativen: 1
- Amtsinhaber wiedergewählt: 0
- Amtsinhaber abgewählt: 0
- Amtsinhaber nicht angetreten: 1

Namen von Amtsinhabern sind fett dargestellt.
| Wahltermin | Gemeinde          | Bewerber      | Vorschlag | Ergebnis (in %) | vorherige | nächste |
| ---------- | ----------------- | ------------- | --------- | --------------- | --------- | ------- |
| 13. Juni   | Börnichen/Erzgeb. | Annett Keck   | CDU       | 31,7            | vor 2001  | 2011 →  |
| 13. Juni   | Börnichen/Erzgeb. | Gudrun Endler | Dorfclub  | 5,7             | vor 2001  | 2011 →  |
| 13. Juni   | Börnichen/Erzgeb. | Udo Fröhner   | Fröhner   | 62,7            | vor 2001  | 2011 →  |

### Landkreis Mittweida
Im Landkreis Mittweida fand eine Wahl statt. Eine Neuwahl war nicht nötig. Das entscheidende Wahlergebnis ist markiert.
Gewählte Bewerber:
- SPD: 1
- Amtsinhaber wiedergewählt: 0
- Amtsinhaber abgewählt: 0
- Amtsinhaber nicht angetreten: 1

Namen von Amtsinhabern sind fett dargestellt
.
| Wahltermin    | Gemeinde  | Bewerber          | Vorschlag | Ergebnis (in %) | vorherige | nächste |
| ------------- | --------- | ----------------- | --------- | --------------- | --------- | ------- |
| 19. September | Hainichen | Donald Bösenberg  | CDU       | 42,7            | ← 2001    | 2011 →  |
| 19. September | Hainichen | Dieter Greysinger | SPD       | 57,3            | ← 2001    | 2011 →  |

### Muldentalkreis
Im Muldentalkreis fand eine Wahl statt. Eine Neuwahl war nötig. Das entscheidende Wahlergebnis ist markiert.
Gewählte Bewerber:
- CDU: 1
- Amtsinhaber wiedergewählt: 0
- Amtsinhaber abgewählt: 1
- Amtsinhaber nicht angetreten: 0

Namen von Amtsinhabern sind fett dargestellt.
| Wahl       | Wahl       | Wahl           | Wahl      | Wahl            | Neuwahl    | Neuwahl         | vorherige | nächste                   |
| Wahltermin | Gemeinde   | Bewerber       | Vorschlag | Ergebnis (in %) | Wahltermin | Ergebnis (in %) | vorherige | nächste                   |
| ---------- | ---------- | -------------- | --------- | --------------- | ---------- | --------------- | --------- | ------------------------- |
| 11. Januar | Großbothen | Peter Kripp    | Kripp     | 26,0            | 25. Januar | 24,3            | vor 2001  | Auflösung 2015 (Grimma) → |
| 11. Januar | Großbothen | Dietmar Senf   | CDU       | 48,7            | 25. Januar | 58,8            | vor 2001  | Auflösung 2015 (Grimma) → |
| 11. Januar | Großbothen | Andreas Röding | PDS       | 20,6            | 25. Januar | 16,1            | vor 2001  | Auflösung 2015 (Grimma) → |
| 11. Januar | Großbothen | Bernd Liepe    | SPD       | 4,8             | 25. Januar | 0,8             | vor 2001  | Auflösung 2015 (Grimma) → |

### Landkreis Stollberg
Im Landkreis Stollberg fanden zwei Wahl statt. Eine Neuwahl war nicht nötig. Das entscheidende Wahlergebnis ist markiert.
Gewählte Bewerber:
- CDU: 1
- Einzelvorschläge/Bürgerinitiativen: 1
- Amtsinhaber wiedergewählt: 0
- Amtsinhaber abgewählt: 0
- Amtsinhaber nicht angetreten: 2

Namen von Amtsinhabern sind fett dargestellt
.
| Wahltermin    | Gemeinde          | Bewerber         | Vorschlag        | Ergebnis (in %) | vorherige | nächste |
| ------------- | ----------------- | ---------------- | ---------------- | --------------- | --------- | ------- |
| 11. Januar    | Stollberg/Erzgeb. | Holger Vorberg   | CDU              | 22,0            | vor 2001  | 2010 →  |
| 11. Januar    | Stollberg/Erzgeb. | Dr. Elke Stadler | SPD              | 6,0             | vor 2001  | 2010 →  |
| 11. Januar    | Stollberg/Erzgeb. | Marcel Schmidt   | Schmidt          | 72,1            | vor 2001  | 2010 →  |
| 19. September | Hormersdorf       | Jens Findeisen   | CDU              | 96,6            | ← 2001    | 2011 →  |
| 19. September | Hormersdorf       | Einzelvorschläge | Einzelvorschläge | 3,4             | ← 2001    | 2011 →  |

### Landkreis Torgau-Oschatz
Im Landkreis Torgau-Oschatz fand eine Wahl statt. Eine Neuwahl war nötig. Das entscheidende Wahlergebnis ist markiert.
Gewählte Bewerber:
- CDU: 1
- Amtsinhaber wiedergewählt: 0
- Amtsinhaber abgewählt: 0
- Amtsinhaber nicht angetreten: 1

Namen von Amtsinhabern sind fett dargestellt.
| Wahltermin    | Gemeinde | Bewerber                       | Vorschlag                      | Ergebnis (in %) | vorherige | nächste |
| ------------- | -------- | ------------------------------ | ------------------------------ | --------------- | --------- | ------- |
| 19. September | Arzberg  | Hartmut Krieg                  | CDU                            | 72,3            | vor 2001  | 2011 →  |
| 19. September | Arzberg  | Einzelvorschlag Ronals Weidner | Einzelvorschlag Ronals Weidner | 10,1            | vor 2001  | 2011 →  |
| 19. September | Arzberg  | weitere Einzelvorschläge       | weitere Einzelvorschläge       | 17,6            | vor 2001  | 2011 →  |

### Vogtlandkreis
Im Vogtlandkreis fanden drei Wahl statt. In zwei Kommunen war eine Neuwahl nötig. Das entscheidende Wahlergebnis ist markiert.
Gewählte Bewerber:
- CDU: 1
- Einzelvorschläge/Bürgerinitiativen: 2
- Amtsinhaber wiedergewählt: 0
- Amtsinhaber abgewählt: 0
- Amtsinhaber nicht angetreten: 3

Namen von Amtsinhabern sind fett dargestellt
.
| Wahl        | Wahl             | Wahl                  | Wahl             | Wahl            | Neuwahl    | Neuwahl         | vorherige | nächste |
| Wahltermin  | Gemeinde         | Bewerber              | Vorschlag        | Ergebnis (in %) | Wahltermin | Ergebnis (in %) | vorherige | nächste |
| ----------- | ---------------- | --------------------- | ---------------- | --------------- | ---------- | --------------- | --------- | ------- |
| 29. Februar | Heinsdorfergrund | Reiner Löffler        | Löffler          | 98,4            |            |                 | ← 2001    | 2011 →  |
| 29. Februar | Heinsdorfergrund | Einzelvorschläge      | Einzelvorschläge | 1,6             |            |                 | ← 2001    | 2011 →  |
| 13. Juni    | Adorf/Vogtl.     | Mariechen Bang        | CDU              | 38,5            | 27. Juni   | 50,2            | ← 2001    | 2011 →  |
| 13. Juni    | Adorf/Vogtl.     | Kathrin Hager-Bartsch | SPD              | 7,8             | 27. Juni   | n. k.           | ← 2001    | 2011 →  |
| 13. Juni    | Adorf/Vogtl.     | Georg Grajewski       | FWA              | 25,4            | 27. Juni   | 25,0            | ← 2001    | 2011 →  |
| 13. Juni    | Adorf/Vogtl.     | Toni Walda            | PDS              | 21,6            | 27. Juni   | 24,9            | ← 2001    | 2011 →  |
| 13. Juni    | Adorf/Vogtl.     | Sylvia Dobberkau      | Dobberkau        | 6,9             | 27. Juni   | n. k.           | ← 2001    | 2011 →  |
| 13. Juni    | Lengenfeld       | Jürgen Frank          | BIL              | 32,1            | 27. Juni   | 39,5            | ← 2001    | 2011 →  |
| 13. Juni    | Lengenfeld       | Gabriele Heckel       | CDU              | 20,4            | 27. Juni   | 15,9            | ← 2001    | 2011 →  |
| 13. Juni    | Lengenfeld       | Matthias Lewek        | SPD              | 4,7             | 27. Juni   | n. k.           | ← 2001    | 2011 →  |
| 13. Juni    | Lengenfeld       | Volker Bachmann       | Pro Lengenfeld   | 31,2            | 27. Juni   | 44,6            | ← 2001    | 2011 →  |
| 13. Juni    | Lengenfeld       | Matthias Hausdorf     | Hausdorf         | 11,6            | 27. Juni   | n. k.           | ← 2001    | 2011 →  |

### Weißeritzkreis
Im Weißeritzkreis fand eine Wahl statt. Eine Neuwahl war nötig. Das entscheidende Wahlergebnis ist markiert.
Gewählte Bewerber:
- Einzelvorschläge/Bürgerinitiativen: 1
- Amtsinhaber wiedergewählt: 0
- Amtsinhaber abgewählt: 0
- Amtsinhaber nicht angetreten: 1

Namen von Amtsinhabern sind fett dargestellt.
| Wahl       | Wahl           | Wahl           | Wahl      | Wahl            | Neuwahl    | Neuwahl         | vorherige | nächste |
| Wahltermin | Gemeinde       | Bewerber       | Vorschlag | Ergebnis (in %) | Wahltermin | Ergebnis (in %) | vorherige | nächste |
| ---------- | -------------- | -------------- | --------- | --------------- | ---------- | --------------- | --------- | ------- |
| 13. Juni   | Dippoldiswalde | Rainer Frenzel | CDU       | 34,1            |            | 32,9            | ← 2001    | 2011 →  |
| 13. Juni   | Dippoldiswalde | Ralf Kerndt    | UnBüD     | 39,3            | 67,1       |                 | ← 2001    | 2011 →  |
| 13. Juni   | Dippoldiswalde | Wolfgang Fuchs | PDS       | 14,5            | n. k.      |                 | ← 2001    | 2011 →  |
| 13. Juni   | Dippoldiswalde | Günter Beyer   | FDP       | 12,1            | n. k.      |                 | ← 2001    | 2011 →  |

## Belege
1. ↑  Bürgermeisterwahlen. Abgerufen am 31. Dezember 2023.